# Bernadette Bourzai
Bernadette Bourzai este un om politic francez, membru al Parlamentului European în perioada 2004-2009 din partea Franței. 
1. ↑  senat.fr
2. ↑   http://www.assembly.coe.int/nw/xml/AssemblyList/MP-Details-EN.asp?MemberID=6866 Lipsește sau este vid: |title= (ajutor)
3. ↑  senat.fr, accesat în 23 aprilie 2022
4. ↑  Deputații în Parlamentul European